# George Aitken
Pour les articles homonymes, voir George Aitken (homonymie) et Aitken.
Pas d'image ? Cliquez ici

a Compétitions nationales et continentales officielles uniquement.

b Matchs officiels uniquement.
Dernière mise à jour le 13 janvier 2025.
George Aitken, né le 2 juillet 1898 à Westport (Nouvelle-Zélande) et décédé le 8 juillet 1952 à Wellington (Nouvelle-Zélande), était un joueur de rugby à XV, qui a joué avec l'équipe de Nouvelle-Zélande et l'équipe d'Écosse, évoluant au poste de trois-quarts centre. 

## Carrière
George Aitken dispute son premier test match le 13 août 1921 avec l'équipe de Nouvelle-Zélande à l'occasion d'un match contre l'équipe d'Afrique du Sud et le dernier contre le même adversaire le 27 août 1921.
Il dispute son premier test match le 2 février 1924 avec l'équipe d'Écosse à l’occasion d’un match contre l'équipe pays de Galles et le dernier contre le même adversaire le 19 janvier 1929.
George Aitken fait partie des Immortals, la première équipe écossaise à réussir le Grand Chelem en 1925.
Il participe au Tournoi des Cinq Nations de 1924 à 1925 et en 1929.

## Palmarès
- 2 sélections avec l'équipe de Nouvelle-Zélande et 2 fois capitaine
- Sélections par années : 2 en 1921
- 8 sélections avec l'équipe d'Écosse
- Sélections par années : 3 en 1925, 4 en 1926, 1 en 1929
- Tournois des Cinq Nations disputés: Tournoi des Cinq Nations 1924, 1925, 1929
- Grand Chelem dans le Tournoi des cinq nations 1925.